# Randi Thorvaldsen
Randi Thorvaldsen Nesdal (ur. 4 marca 1925 w Fiskum – zm. 10 lutego 2011 w Hønefoss) – norweska panczenistka, dwukrotna medalistka mistrzostw świata.

## Kariera
Pierwszy sukces w karierze Randi Thorvaldsen osiągnęła w 1951 roku, kiedy zdobyła srebrny medal podczas mistrzostw świata w wieloboju w Eskilstunie. W zawodach tych rozdzieliła na podium Eevi Huttunen z Finlandii oraz swą rodaczkę, Ragnhild Mikkelsen. Thorvaldsen wygrała tam bieg na 500 m, a na dystansach 3000, 1000 i 5000 m zajmowała drugie miejsce za Huttunen. Na rozgrywanych rok później wielobojowych mistrzostwach świata w Kokkoli zajęła trzecie miejsce, za dwoma reprezentantkami ZSRR Lidiją Sielichową i Mariją Anikanową. W poszczególnych biegach była tam trzecia w biegach na 500 i 1000 m, piąta na 3000 m i szósta na 5000 m. Zajęła ponadto czwarte miejsce na mistrzostwach świata w Turku w 1948 roku i mistrzostwach świata w Kongsbergu w 1949 roku. Walkę o medal przegrywała odpowiednio z Zoją Chołszczewnikową i Rimmą Żukową. W latach 1946–1954 dziewięć razy z rzędu zdobywała tytuł mistrzyni Norwegii w wieloboju.